# Nathalie Emmanuel
Nathalie Joanne Emmanuel (Southend-on-Sea, Essex, Inglaterra, 2 de marzo de 1989) es una actriz británica, más conocida por sus papeles de Missandei en Juego de tronos y de Megan Ramsey en la saga Fast and Furious.

## Primeros años
Nathalie Emmanuel es de madre de Republica Dominica y de padre mulato santalucense y mulato inglés.
Tiene una hermana, Louise, que estuvo en la final de Lluvia de estrellas en el 2002. Asistió a la Escuela Santa Hilda, de Westcliff, desde los 3 hasta los 11 años de edad. Después se trasladó de escuela, y asistió a la Escuela Secundaria Westcliff para Chicas desde los 12 años.

## Carrera
En 2007 Nathalie Emmanuel presentó el premio al "mejor acto de R&B" en los Premios MOBO junto a Martin Offiah. También presentó un premio en 2008 en los Urban Music Awards. Su primera aparición importante en la televisión llegó como una estrella de verano en los anuncios de Vodafone mientras trabajaba en un banco. También interpretó a Nala en la producción del West End de El Rey León, junto a Pippa Bennett-Warner y Dominique Moore. Apareció más adelante en el primer episodio de la tercera temporada de la serie Misfits, del canal  E4, en el papel de Charlie.
En enero de 2012 Emmanuel presentó en BBC Three un programa llamado Websex: What's the Harm?, que investigaba los hábitos sexuales en línea de personas de 16 a 24 años de edad en el Reino Unido.
En 2013, se unió al elenco recurrente de la tercera temporada de la serie Game of Thrones, producida por HBO, en donde interpretó a Missandei, la traductora de Daenerys Targaryen (Emilia Clarke). En 2015 fue ascendida al elenco principal durante la quinta temporada. La serie finalizó en su octava temporada en 2019.
En 2013 y 2014 Emmanuel participó en la filmación de Furious 7, película que se estrenó el 2 de abril de 2015. El 1 de noviembre de 2014 fue lanzado el primer tráiler de la película en donde ella aparece interpretando el papel de Megan Ramsey, una hacker.
En 2017 estuvo presente en la película The Fate of the Furious, encarnando nuevamente a Megan Ramsey.

## Filmografía

### Cine
| Año  | Título                         | Papel                 | Notas                |
| ---- | ------------------------------ | --------------------- | -------------------- |
| 2012 | Twenty8k                       | Carla                 | Protagonista         |
| 2015 | Furious 7                      | Megan Ramsey          | Personaje principal  |
| 2015 | Maze Runner: The Scorch Trials | Harriet               | Personaje secundario |
| 2017 | The Fate of the Furious        | Megan Ramsey          | Personaje principal  |
| 2018 | Maze Runner: The Death Cure    | Harriet               | Personaje secundario |
| 2018 | Titan                          | W.D. Tally Rutherford | Personaje principal  |
| 2020 | Holly Slept Over               | Holly                 |                      |
| 2021 | F9                             | Megan Ramsey          | Personaje principal  |
| 2021 | Army of Thieves                | Gwendoline            | Personaje principal  |
| 2022 | The invitation                 | Evie                  | Personaje principal  |
| 2023 | Fast X                         | Megan Ramsey          | Personaje principal  |
| 2024 | Arthur the King The Killer     | TBA Zee               | Personaje principal  |

### Televisión
| Año       | Título                                        | Papel              | Notas                  |
| --------- | --------------------------------------------- | ------------------ | ---------------------- |
| 2006–2010 | Hollyoaks                                     | Sasha Valentine    | 191 episodios          |
| 2008      | Hollyoaks Later                               | Sasha Valentine    | 4 episodios            |
| 2009      | Hollyoaks: The Morning After the Night Before | Sasha Valentine    | Elenco principal       |
| 2011      | Casualty                                      | Cheryl Hallows     | Episodio: "Only Human" |
| 2011      | Misfits                                       | Charlie            | Episodio: "3.1"        |
| 2013–2019 | Game of Thrones                               | Missandei of Naath | 38 episodios           |
| 2019      | Cuatro bodas y un funeral                     | Maya               | Miniserie              |
| 2019      | The Dark Crystal: Age of Resistance           | Deet (voz)         | 10 episodios           |

## Premios y nominaciones

### Premios del Sindicato de Actores
| Año  | Categoría                                                     | Trabajo ganador | Resultado |
| ---- | ------------------------------------------------------------- | --------------- | --------- |
| 2011 | Actuación sobresaliente de un ensamble en una serie dramática | Juego de Tronos | Nominada  |